# Joseph Panny
Joseph Panny (* 23. Oktober 1794 in Kollmitzberg, Marktgemeinde Ardagger im Mostviertel, Niederösterreich; † 7. September 1838 in Mainz) war ein österreichischer Komponist, Geiger und Sänger.

## Leben
Joseph Panny war der Sohn des Schulmeisters von Kollmitzberg Jakob Panny (1754–1827), der dort auch Chorleiter war und seinem Sohn den ersten Musikunterricht erteilte. Joseph Panny wurde 1813 Schulleiter in Greinburg, ging jedoch nach zwei Jahren nach Wien und gab seinen Lehrberuf auf. In Wien erhielt er Unterricht auf der Violine, dem Piano und nahm Gesangsunterricht. Bei Joseph Eybler erhielt er Kompositionsunterricht. Er war Mitglied der Wiener literarischen Gesellschaft der Ludlamshöhle. Panny komponierte eine der Variationen über einen Walzer von Anton Diabelli, die unter dem Titel Vaterländischer Künstlerverein in den Jahren 1823 und 1824 im Wiener Musikverlag Cappi & Diabelli in zwei Bänden veröffentlicht wurden; der erste Teil enthielt die 33 Diabelli-Variationen op. 120 von Ludwig van Beethoven. 
1828 wurde Panny in Wien von Nicolò Paganini entdeckt, der ihn fortan auf gemeinsame Konzertreisen mitnahm. Zusammen komponierten sie die Tondichtung La Tempestá. Panny schrieb außerdem Variationen zu Paganinis Canzonette venetienne. In den 1830er Jahren ging Panny nach Deutschland, konzertierte in München und anderen Städten in Süddeutschland und ließ sich in Mainz nieder. Von dort unternahm er ausgedehnte Konzertreisen durch Deutschland, Schweden, Norwegen und England. In Christiana, heute Oslo, war er auch als Musikdirektor tätig. Nach seiner Rückkehr nach Mainz gründete er dort eine Musikschule, an der er auch den englischen Komponisten Robert Lucas Pearsall (1795–1856) in Komposition unterrichtete.

## Werke
Panny schrieb drei Messen, ein Requiem, Kantaten, die Oper Das Mädchen von Rügen, ein Klaviertrio, Streichquartette, Violinstücke, eine Klarinettensonate sowie Männerchöre und zahlreiche Lieder.
- Sechs Lieder für vier Männerstimmen, 1831
- Favorit-Walzer für das Pianoforte über den Chorgesang der Herbst am Rhein Nr. 411. Schott, Mainz/Paris/Antwerpen 1835.

## Diskographie
- Adagio und Polonaise für Oboe, Fagott und Orchester, Accolade-Musikverlag, Warngen 2009. ACC 1007.